# Фалькон, Хуан Крисостомо
Хуан Крисостомо Фалькон-и-Саварсе (исп. Juan Crisóstomo Falcón y Zavarce; 27 января 1820 — 29 апреля 1870) — президент Венесуэлы в 1863—1868 годах. Один из вождей федералистов во время Федеральной войны.

## Биография
Родился в Ато-де-Табе, недалеко от города Хадакакива, учился в Национальном колледже в Коро.
В 1848 году вступил в армию, участвуя в защите правительства Хосе Тадео Монагаса от повстанческих сил во главе с бывшим президентом Хосе Антонио Паэсом. В следующем году был назначен командующим силами в Маракайбо.
В 1853 году получил звание генерала и воевал с повстанческими силами полковника Хуана Гарсеса на полуострове Парагуана, победив их в сражениях в битвах при Ла-Салинете и Кодуто. Затем прибыл в провинцию Баркисимето, чтобы противостоять другому повстанческому лидеру, генералу Хуану Баутисте Родригесу, продвигавшемуся к городам Сикисика и Карора и сумел пленить генерала Клементе Фонсеку, союзника Родригеса. В 1857 году был назначен командующим вооружённых сил провинции Баркисимето и повышен до должности дивизионного генерала.
В марте 1858 года не поддержал военное восстание генерал-майора Хулиана Кастро, вскоре возглавившего страну. Из-за своей позиции в июне 1858 года был вынужден отправиться в изгнание на острова Бонайре, Аруба и Кюрасао.
20 февраля 1859 года в провинции Коро произошло антиправительственное восстание, которое поддержали венесуэльские либералы. Хуан Фалькон выразил поддержку восставшим и ставшему вскоре их лидером Эсекиелю Саморе (женатому на сестре Х. Фалькона Эстефании) и организовал несколько высадок сторонников восставших на материк. 24 июля высадился и сам.
1 августа 1859 года в стране произошёл новый переворот, организованный рядом консервативных политиков, недовольных Хулианом Кастро. Новым президентом был провозглашён Педро Гуаль. Однако повстанцы его не признали и гражданская война в стране продолжилась. После гибели 10 января 1860 года Э. Саморы военное руководство повстанческими вооружёнными силами возглавили Хуан Фалькон и Хуан Брусуаль.
В сражении при Копле 17 февраля 1860 года войска Х. Фалькона потерпели поражение от войск консерваторов. Однако вместо окончательного поражения мятежников, сражение оказалось решающим для хода войны, поскольку либералы были вынуждены перейти от фазы регулярной конфронтации к партизанской войне, которая в конечном счёте привела их к победе. Х. Фалькон разделил свою армию, чтобы вести партизанскую войну в разных частях страны, а сам отправился сначала в Колумбию, а затем в другие страны Карибского бассейна, чтобы получить поддержку и подкрепление. За короткое время армия федералов начала увеличиваться и усиливаться благодаря подкреплениям и припасам, полученным Фальконом. Он вернулся в Венесуэлу в июле 1861 года и заметно активизировал боевые действия, добиваясь постоянных небольших успехов. В апреле 1863 делегатами обеих сторон был подписан договор, положивший конец военным действиям. считается, что из 1,5 млн жителей страны того времени погибло порядка 300 тысяч.

## На посту президента
17 июня 1863 года Учредительное собрание назначило Х. Фалькона временным президентом республики. 18 августа того же года он подписал так называемый Декрет о гарантиях, направленный на установление прав граждан республики, прекращение политической ненависти и укрепление мира в стране. Он также отменил смертную казнь, тюремное заключение за долги и установил свободу печати, свободный проезд и всеобщее избирательное право. Также правительству и местным властям было предписано разворачивание общественных работ и строительство дорог.
25 декабря 1863 года Учредительное собрание присвоило ему титул «Великий гражданин» и звание маршала. В соответствии с новой конституцией Венесуэлы 1864 года, в октябре 1864 года был избран конституционным президентом Венесуэлы и утверждён в качестве такового Конгрессом 18 июня 1865 года. Однако проблемы с заметно пошатнувшимся здоровьем помешали ему эффективно руководить страной.
Ему пришлось столкнуться с сильным инакомыслием со стороны его собственного движения, которое началось с публичной отставки военного и морского министра Мануэля Брусуаля. За более чем три года в рядах новых оппозиционеров накопились политические и военные деятели, многие из которых пользовались покровительством правительства и тесными связями с высшими военными и министрами.
Первые антиправительственные восстания, имевшие региональный уровень, были быстро подавлены. В 1866 году армия страны насчитывала всего 3000 человек, что было слишком мало, чтобы окончательно победить силы региональных каудильо. Из-за всё более репрессивной политики центральной администрации повстанческие группы с 1867 начали распространяться по всей стране, что особенно усилилось после заключения в тюрьму генерала М. Брусуаля. Это привело к союзу между либералами и консерваторами, который набрал силу в качестве оппозиции.
В 1968 году был вынужден уйти в отставку в результате «синей революции».
Потеряв власть, эмигрировал в Европу. Решив вернуться на родину, умер на Мартинике в 1870 году от рака гортани. Его останки с 1874 года покоятся в Национальном Пантеоне.
Его именем назван штат Фалькон, где он родился.